# سیارک ۱۱۱۵۸
سیارک ۱۱۱۵۸ (به انگلیسی: 11158 Cirou، نامگذاری:1998AJ6) یازده هزار و صد و پنجاه و هشتمین سیارک کشف شده‌است که در ۸ ژانویه ۱۹۹۸ کشف شد.
قدر مطلق سیارک برابر ۱۴٫۸۰ است.